# Jodenbreestraat

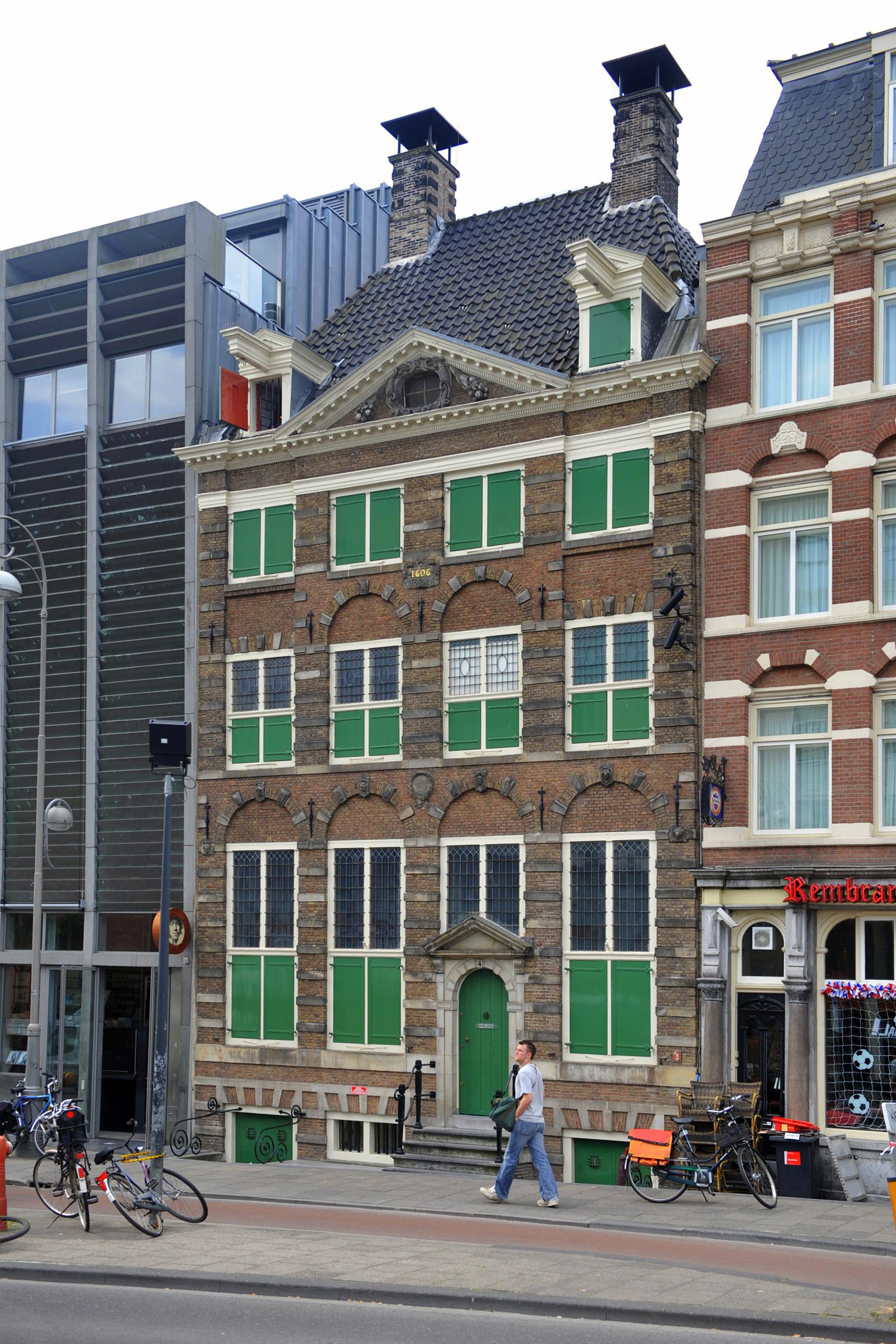
Vue du musée de la maison de Rembrandt sur Jodenbreestraat.

La Jodenbreestraat  (« Grande Rue Juive » en néerlandais) est une rue d'Amsterdam.

## Situation et accès
Elle est située dans le quartier du Lastage de l'arrondissement Centrum. Elle relie le Sint Antoniesluis (dans le prolongement de la Sint Antoniesbreestraat) à Mr. Visserplein et Waterlooplein. 
La rue est aujourd'hui principalement commerçante.

## Origine du nom
Jodenbreestraat est située dans l'ancien quartier juif du Jodenbuurt.

## Historique
Son tracé correspond à celui d'une ancienne digue, la Sint Antoniesdijk, qui fut construite pour protéger la ville médiévale des inondations. Jusqu'au XVIIe siècle, elle était la partie sud de la Sint Antoniesbreestraat.
Au cours de la Seconde Guerre mondiale, de nombreux habitants juifs du Raamgracht furent déportés vers les camps de concentration où beaucoup périrent.

## Bâtiments remarquables et lieux de mémoire
Le peintre Rembrandt vécut dans la maison du marchand d'art Hendrick van Uylenburgh sur Sint Antoniesbreestraat de 1631 à 1635, avant d'habiter sur la Jodenbreestraat entre 1639 et 1656, cette fois-ci dans sa propre maison qui fut construite en 1606 et où se trouve aujourd'hui le Musée de la maison de Rembrandt.